# 箏のおけいこ
『箏のおけいこ』（ことのおけいこ）は、1982年4月8日から1984年3月29日までNHK教育テレビで放送されたテレビ番組である。

## 概要
全く初めての人が、26回の放送で「六段の調」を弾けるように目指す箏の講座番組であった。楽器の選び方、道具の揃え方、箏の演奏法、調弦法や調子替えを指導した。

## 放送時間
- 1982年度：隔週木曜日 18:00 - 18:30
- 1983年度：毎週木曜日 18:00 - 18:30

## 出演者
- 先生
  - 上木康江(1982年度)[2]
  - 山勢司都子(1983年度)
- アシスタント
  - 牧瀬裕理子(1982年度)[2]
  - 亀山香能(1983年度)